# Thelypteris arenosa
Thelypteris arenosa är en kärrbräkenväxtart som beskrevs av Alan Reid Smith. Thelypteris arenosa ingår i släktet Thelypteris och familjen Thelypteridaceae. Inga underarter finns listade.